# New York Academy of Art
La New York Academy of Art est une école d'art privée américaine à but non lucratif située au 111 Franklin Street à Tribeca dans l’arrondissement de Manhattan à New York.

## Historique
La New York Academy of Art a été fondée en 1982 par des artistes, des universitaires et des mécènes. Elle compte parmi ses fondateurs, Andy Warhol, le collectionneur Stuart Pivar (en) ou encore l'écrivain Dennis Smith. Le but des fondateurs étaient de favoriser la résurgence de l'art figuratif tout en reconnaissant l'importance de l'éducation classique par le dessin, la peinture et la sculpture comme base première des artistes contemporains.
L'Académie a reçu l'accréditation de l'Association Nationale des Écoles d'Art et de Design (NASAD) en mai 2013 ainsi qu'une « Absolute Charter » du Conseil des régents de l'Université d'État de New York le 24 juin 1994. Elle est aussi accréditée par le Conseil d'administration et le Commissaire à l'éducation pour ses activités reconnues à l'échelle nationale. Il s'agit de la seule Académie proposant un Master of Fine Arts en dessin anatomique et figuratif.

## Professeurs
Parmi ses enseignants, l'Académie a compté ou compte :
- Steven Assael (en)
- Susanna Coffey
- Will Cotton
- Vincent Desiderio (en)
- Daniel Edwards
- Nikolaï Fechine
- Eric Fischl
- Judy Fox (en)
- Donald Kuspit (en)
- Sharon Louden (en)
- Jenny Saville
- Judith Schaechter (en)
- Nicola Verlato (en)

## Anciens élèves
- Ali Banisadr (en)
- Jean-Michel Basquiat
- Dina Brodsky (en)
- Aleah Chapin
- Stephanie Deshpande (en)
- Dony MacManus (en)
- Marie-Chantal Miller
- Graydon Parrish (en)
- Richard T. Scott (en)
- Levan Songulashvili (en)
- Patricia Watwood (en)

## Galerie

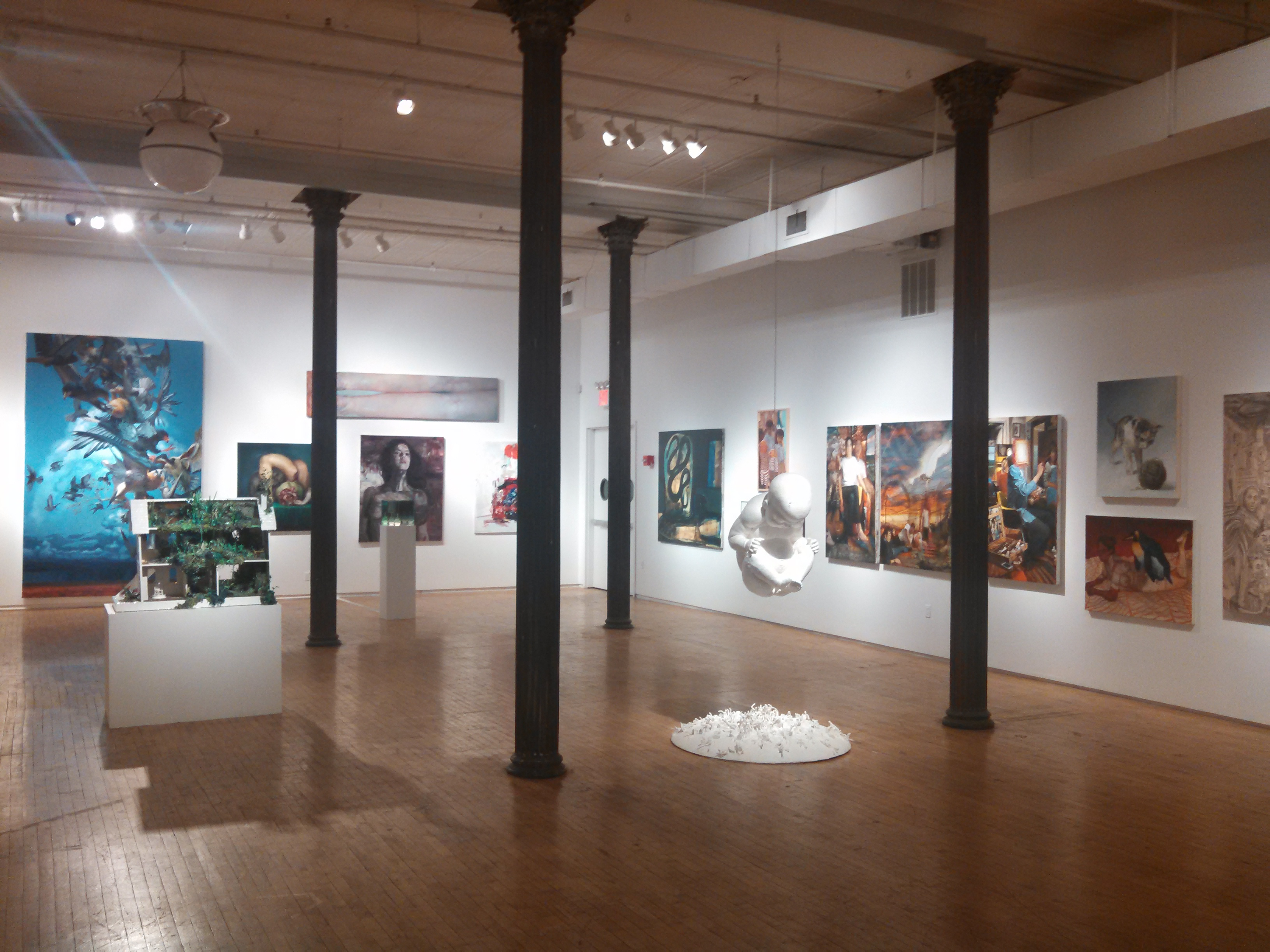
Galerie intérieure
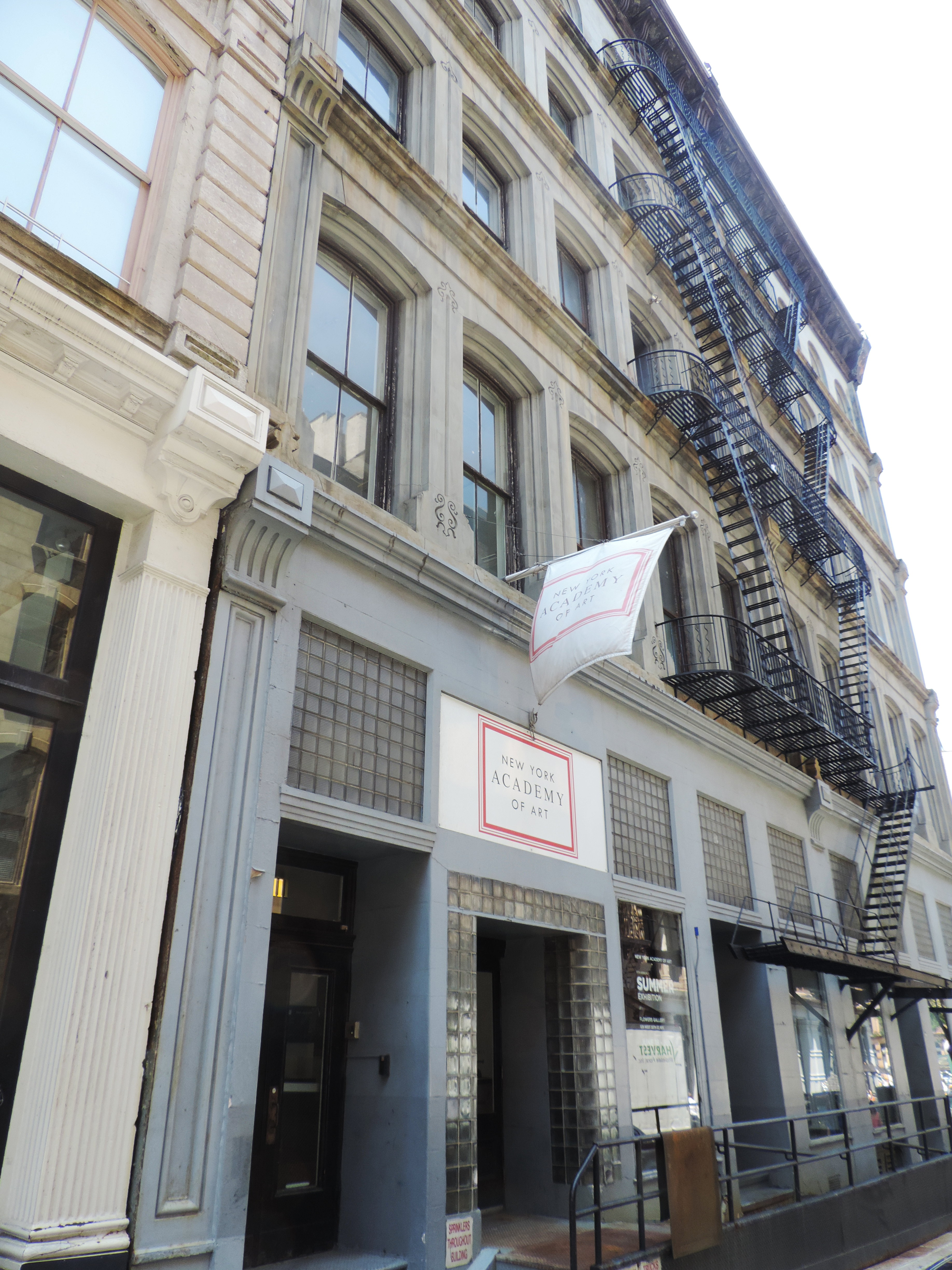
Entrée principale